# Пірамідка Мефферта

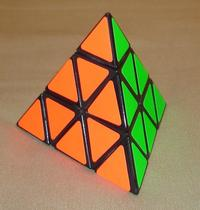
Пірамідка у зібраному стані

Пірамідка Мефферта (англ. Pyraminx), «Молдовська пірамідка» або «Японський тетраедр» — головоломка у формі правильного тетраедра, подібна кубику Рубіка. Кожна грань тетраедра поділена на 9 правильних трикутників. Завдання полягає в тому, щоб перевести пірамідку в конфігурацію з гранями однакового кольору.
Іноді за схожість з кубічним аналогом називають також «Тетраедр Рубіка», хоча Ерне Рубік не має ніякого відношення до створення цієї головоломки.

## Історія
Головоломка була винайдена і запатентована в 1972 році (до винаходу кубика Рубіка) німцем Уве Меффертом. Проте популярність іграшка здобула після виходу кубічного аналога і з 1981 року випускається японською корпорацією Tomy Toys (на той момент — третя у світі за величиною компанія з випуску іграшок). У СРСР незалежно від Мефферта тетраедр винайшов в 1981 році кишинівський інженер А. А. Ординець, за що головоломку також називають «Молдовською пірамідкою».

## Конструкція

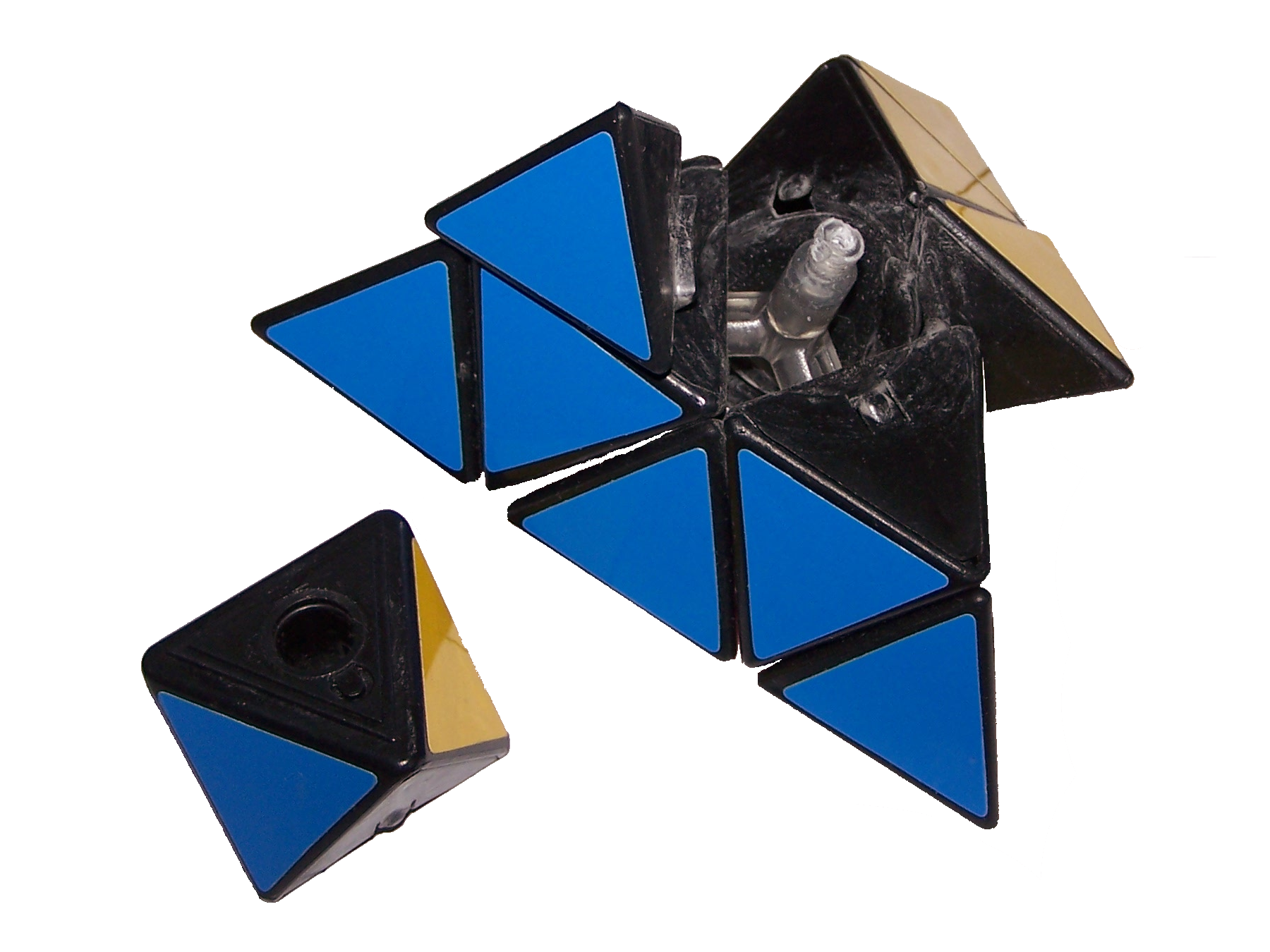
Розібраний стан пірамідки

Головоломка складається з 14 рухомих елементів: 4 осьових (кожен з яких має трикутники, звернені на 3 суміжні грані), 6 реберних і 4 тривіальних кутових. Осьові елементи мають форму октаедрів, а реберні і кутові — тетраедрів. При обертанні частин пірамідки щодо розсікаючих її площин фрагменти переміщаються. Обертання відбувається навколо осей, направлених з центру до вершин головоломки.
Конструктивно головоломка є 4-променевою об'ємною хрестовиною, на осях якої розміщуються осьові і тривіальні елементи, а в спеціальним чином сформовані пази поміщені реберні елементи, оснащені виступами, що дозволяють фрагментам вільно переміщатися при обертанні головоломки, при цьому не вивалюватись з неї.

## Складання
Загалом збірка пірамідки набагато простіша складання кубика Рубика. Взаємне розташування кольорових граней осьових і тривіальних елементів чітко задане конструкцією, і вони легко виставляються в правильні положення (трилисник, аналог «хреста» у кубика Рубіка, тільки конструктивно він формується одночасно для всіх граней), після чого залишається упорядкувати 6 реберних елементів, алгоритми для переміщення яких інтуїтивно зрозумілі.
Опис одного з алгоритмів складання наведено в книжці В. М. Ніколаєва «Угорський кубик і молдовська пірамідка».

## Модифікації

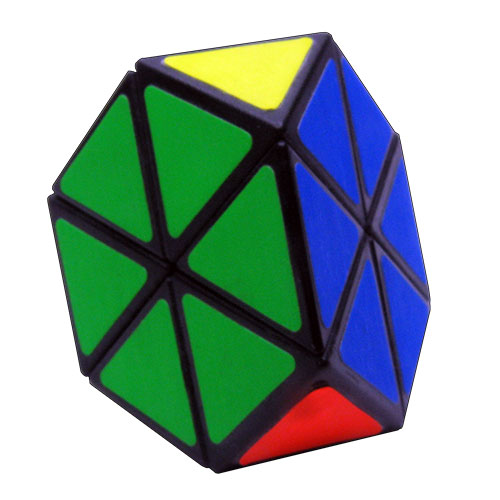
Тетрамінкс

Існує головоломка під назвою «Тетрамінкс» (англ. Tetraminx) у формі тетраедра, яка відрізняється від пірамідки Мефферта відсутністю тривіальних вершин.
Візуально схожа пірамідка меншого розміру — 2 × 2 × 2. Незважаючи на зовнішню схожість, вона має принципово інший механізм (аналогічний кубу 2 × 2 × 2). З цієї причини в результаті обертань форма головоломки змінюється, завдання збірки полягає не тільки в упорядкуванні кольорів, а й у відновленні тетраедра.
Щонайменше чотири рази різними інженерами робилися спроби створити Master Pyraminx, пірамідку з 4 шарами, але в серійний випуск жоден із прототипів не пішов. Вручну створено кілька примірників Professor Pyraminx з 5 шарами.

## Комбінаторика
Кожен з 4 осьових і 4 вершинних елементів може бути орієнтований трьома способами незалежно від стану інших елементів. Шість реберних елементів можуть бути орієнтовані 25 способами і розташовані 6!/2
способами. Таким чином, число конфігурацій дорівнює
{\displaystyle 3^{8}\cdot 2^{5}\cdot {\dfrac {6!}{2}}=75\ 582\ 720}
У головоломці «Тетрамінкс» тривіальні вершини відсутні, тому число конфігурацій менше в 81 разів і дорівнює 933120.

## Швидкісна збірка
Як і з кубиком Рубіка, проводяться чемпіонати по збірці пірамідки на час. На даний момент світовий рекорд збірки на час складає 1,36 секунди. Найкращий середній час складання дорівнює 2,96 секунди. Обидва результати належать данцеві Оскару Андерсену.